# Aloïse Corbaz
Aloïse Corbaz, ook bekend onder de artiestennaam Aloïse (Lausanne, 28 juni 1886 - Gimel, 5 april 1964), was een Zwitserse kunstenares. Ze is een bekend kunstenares in het genre van de art brut.

## Biografie
Aloïse Corbaz was een dochter van François Corbaz, een landbouwer en postbediende, en van Julie Vivian. In Lausanne studeerde ze aan een middelbare school en ook aan een beroepsnaaischool. In 1911 werd ze gouvernante van de kapelaan van keizer Wilhelm II van Duitsland in Potsdam, waar ze verliefd werd op de keizer. In 1914 keerde ze terug naar Zwitserland.
In 1918 werd ze geïnterneerd in een gesticht in Prilly en vervolgens vanaf 1920 in het instituut La Rosière in Gimel. Ze begon zich toen toe te leggen op schrijven, tekenen en schilderen. Vanaf 1936 kreeg haar artistieke carrière de steun van professor Hans Steck, de directeur van het instituut waar ze verbleef.
Aloïse staat vooral bekend om haar felgekleurde krijttekeningen, vaak vervaardigd op groot formaat, en is een van de meest fascinerende figuren in de Collection de l'Art Brut in Lausanne, waar het grootste deel van hun werk wordt bewaard.